# Paruline hochequeue
Parkesia motacilla
Espèce
Statut de conservation UICN

 LC  : Préoccupation mineure
La Paruline hochequeue (Parkesia motacilla syn. Seiurus motacilla) est une espèce de passereau appartenant à la famille des Parulidae. D'après Alan P. Peterson, c'est une espèce monotypique.

## Systématique
Cette espèce a longtemps été placée dans le genre Seiurus. En 2006, Lovette et Hochachka ont montré qu'elle n'était pas une parente proche de l'espèce-type S. aurocapilla (Paruline couronnée). Sangster (2008) propose donc de la déplacer dans le nouveau genre Parkesia.

## Répartition

zone de nidification
zone d'hivernage